# Protetorado Francês de Madagascar
```
   |-
       | 
Erro:
:  
valor não especificado para "
continente
"
```

O Protetorado Francês de Madagascar ou Primeira Expedição Francesa em Madagascar foi um protetorado da França sobre a ilha de Madagascar, ou na época o Reino de Merina. Foi estabelecido em 1882. O protetorado foi estabelecido em 1882, quando a França passou a controlar os assuntos estrangeiros e indiretamente o governo do Reino Malgaxe. Estabelecido após o Reino Unido declarar a desistência das tentativas de colonizar a ilha, o protetorado foi o primeiro grande passo para a colonização total do país. 

## História
As tentativas de colonização da ilha de Madagascar datam de desde o início do século XIX quando a França e o Reino Unido realizavam navegações através do Oceano Índico. O Reino Unido e a França disputaram a influência na ilha por muitos anos, desde a época de Radama I. A disputa foi freada durante o reinado de Ranavalona I, que fez com que o país se isolasse politicamente e o governo real não permiti-se a interferência estrangeira. No anos finais de Ranavalona I, seu filho o príncipe Rakoto (Futuro rei Radama II) assinou uma carta com o empresário francês Joseph-François Lambert que ficou conhecida como a Carta Lambert, que cedia terras para empresas francesa em Madagascar para a exploração e emprego de muitos nativos. Porém a carta também dava direito á França de realizar uma intervenção militar no país caso houvesse uma guerra ou instabilidade política que atrapalhasse os negócios franceses na ilha. A carta foi anulada após o assassinato de Radama II e estabelecimento de um parlamento no país em 1862. Devido aos interesses britânicos na ilha serem fortes ainda, a França decidiu por não reclamar ou invadir a ilha no momento. 

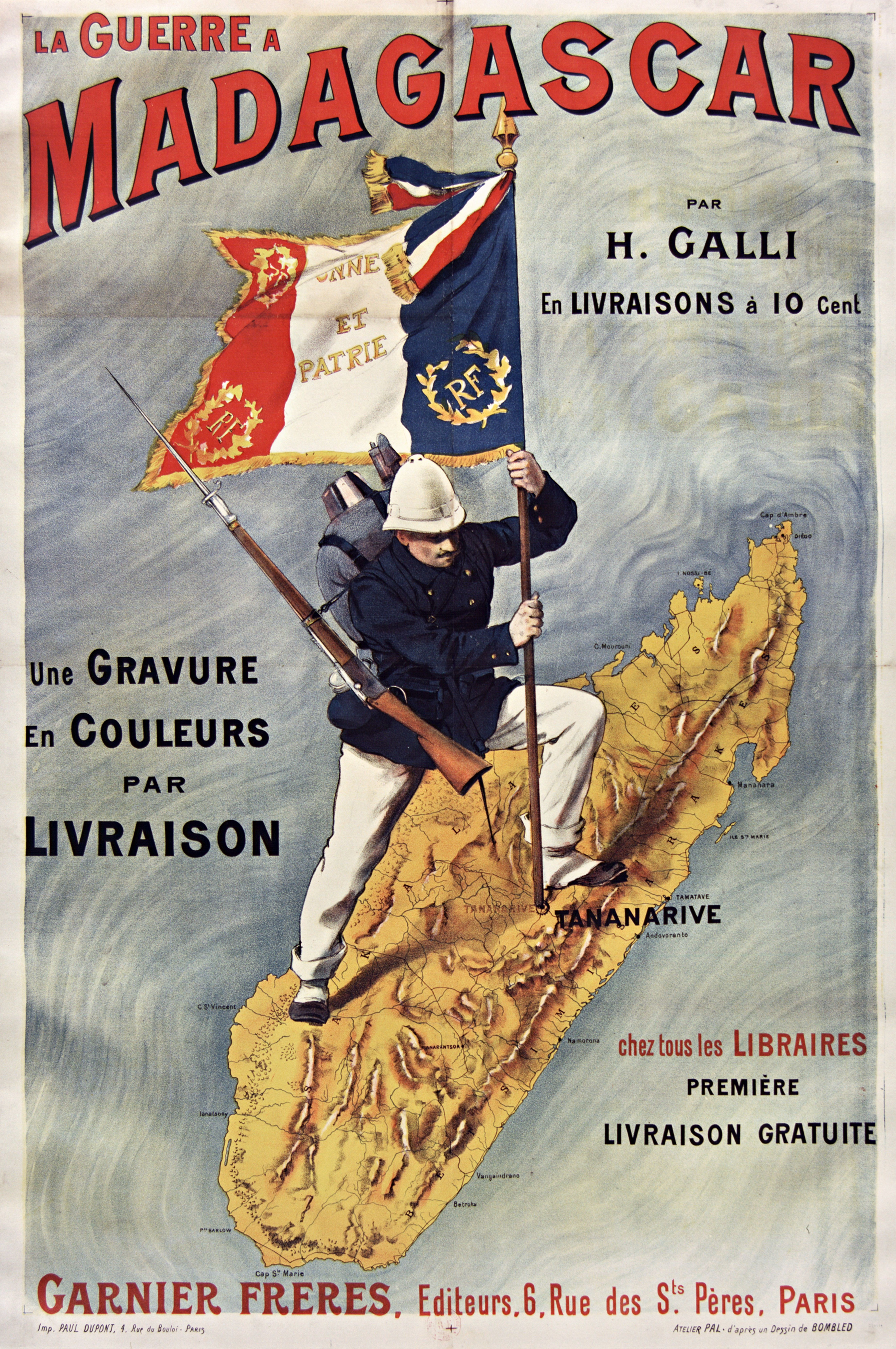
Propaganda francesa de 1895 sobre a Guerra Franco-Malgaxe.

Em 1882 no final do reinado de Ranavalona II, o governo republicano da França assinou um acordo com o Reino Unido, onde os britânicos abandonariam os interesses coloniais e comerciais no país. Neste momento os franceses puderam reivindicar a ilha e declarar em 1882 como um protetorado do Império Colonial Francês. O mesmo não foi reconhecido pelo governo malgaxe, liderado pela rainha Ranavalona III e seu primeiro-ministro e consorte Rainilaiarivony. Os franceses passaram a atacar cidades portuárias e a controlar muitas regiões franceses, em oposição ao governo central em Antananarivo. A rainha enviou cartas e apelos aos Estados Unidos e Reino Unido para que ajudassem Madagascar á combater os franceses, mas os mesmos não tiveram interesses em ajudar o enfraquecido e decadente Reino. A guerra começou a ser perdida em 1895 quando os franceses adentraram o território central malgaxe e ocuparam Antananarivo, depondo o primeiro-ministro e instaurando um protetorado efetivo sobre a Nação. 
Á principio o protetorado foi aceito formalmente pela rainha e pelo parlamento, que poderiam seguir governando o país internamente mas prestando contas á França e apoiando seu domínio na região. Esta parte do acordo foi abolida após a rebelião Menalamba, que apesar de ter sido popular e não do governo foi vista como inspirada na admiração á rainha Ranavalona III. Por este motivo e pelo conhecimento de algumas conspirações dentro da corte e do parlamento o país foi declarado uma colônia francesa em janeiro de 1897. Cerca de um mês depois em fevereiro, o governo colonial francês decidiu por abolir a monarquia e depor a rainha, que foi presa na noite de 28 de fevereiro de 1897 e posteriormente deposta para a ilha de Reunião. 
Madagascar passou a ser o Madagascar Francês, uma colônia do Império Colonial da França que apenas conseguiu a independência em 1897. 

## Referência
1. ↑  «Wikiwix's cache». archive.wikiwix.com. Consultado em 17 de junho de 2020
2. ↑  «WebCite query result» (PDF). www.webcitation.org. Consultado em 17 de junho de 2020
3. ↑  «Revue Présence Mariste». Revue Présence Mariste (em francês). Consultado em 17 de junho de 2020
4. ↑  «Gifts & Blessings || Queen's Room». web.archive.org. 9 de julho de 2011. Consultado em 17 de junho de 2020